# Santebal
La Santebal  (in khmer: សន្តិបាល), è un termine derivante dalla Lingua khmer che significa "custodi della pace", ed era il termine con cui era indicata la Polizia segreta del regime della Kampuchea Democratica.
la Santebal era incaricata della sicurezza interna e del controllo dei campi di prigionia in Cambogia come Tuol Sleng (S-21) dove migliaia di persone furono imprigionate, torturate e uccise. Faceva parte della struttura organizzativa dei Khmer rossi già da molto tempo prima della presa di potere dei Khmer rossi in Cambogia avvenuta il 17 aprile 1975. Il termine "Santebal" era un amalgama delle due parole: "Santisuk" che significa "Sicurezza" e "Norkorbal" che significa "Polizia".

## Storia
Già nel 1971, i Khmer rossi avevano stabilito una zona speciale fuori Phnom Penh sotto la direzione di Vorn Vet e Son Sen. Son Sen, che in seguito sarebbe divenuto ministro della difesa della Kampuchea Democratica, aveva anche il comando della Santebal, è in questa sua capacità aveva incaricato Kang Kek Iew conosciuto come "Compagno Deuch" di guidare il suo apparato di sicurezza. La maggior parte dei vice della Santebal, come Mam Nay conosciuto come "Compagno Chan" e il Compagno Pon, provenivano dalla Provincia di Kampong Thom, la stessa provincia dove era nato "Deuch".
Quando i Khmer rossi presero il potere nel 1975, Deuch spostò il suo quartier generale a Phnom Penh dove rispondeva direttamente a Son Sen. A quel tempo, una piccola cappella nella capitale veniva usata per incarcerare i prigionieri del regime, che in totale erano meno di 200. Nel maggio 1976, Deuch spostò nuovamente il suo quartier generale in quella che sarebbe stata la sua località definitiva, una ex scuola conosciuta come Tuol Sleng, che aveva la capacità di contenere più di 1500 prigionieri. Fu a Tuol Sleng che si verificarono la maggior parte delle purghe contro i quadri dei Khmer rossi e dove migliaia di prigionieri vennero torturati e uccisi. Tra il 1976 e il 1978, 20.000 cambogiani furono imprigionati a Tuol Sleng. Di questo numero solo sette adulti sono conosciuti per essere sopravvissuti. Ciò nonostante, Tuol Sleng era solo uno dei più dei 150 siti di esecuzione nel paese.